# Boris Midney
Boris Midney (* 22. Oktober 1937 in Moskau) ist ein russischstämmiger US-amerikanischer Jazz-Klarinettist, Saxophonist (Alt), Arrangeur und Komponist. Später wurde er ein wichtiger Produzent von Disco-Musik.
Midneys Eltern waren klassische Musiker, der Vater Dirigent eines Symphonieorchesters, Pianist und Chorleiter, die Mutter Opernsängerin. Midney studierte in Moskau am Gnessin-Musikinstitut und am Konservatorium Klarinette und Komposition, lernte autodidaktisch Saxophon und leitete nebenbei ein Jazz-Quartett. Er trat danach in Hotels und Clubs in Russland auf, komponierte auch Filmmusik und ging bei einer Japan-Tour in die USA. Dort lebte er in New York City und gründete das Russian Jazz Quartet. 1965 veröffentlichte es bei ABC/Impulse das Album Happiness. Danach arbeitete Midney viel als Arrangeur zum Beispiel für das Fernsehen (Merv Griffin, Johnny Carson Show) und bei NBC. Außerdem entwarf er Aufnahmestudios und experimentierte mit Aufnahmetechniken, die ihn zu einem der Begründer des Euro-Disco Sounds machten. Er hat in New York ein eigenes Aufnahmestudio.

## Lexikalischer Eintrag
- Carlo Bohländer, Karl Heinz Holler, Christian Pfarr: Reclams Jazzführer. 3., neubearbeitete und erweiterte Auflage. Reclam, Stuttgart 1989, ISBN 3-15-010355-X.